# Checco (EP)
Checco è il quarto EP del gruppo musicale italiano Lo Stato Sociale, pubblicato da Garrincha Dischi/Universal Music il 5 febbraio 2021.

## Tracce
1. Barca (CHECCHO #1) – 3:56
2. Delorean (CHECCO #2) – 3:17
3. Vivere (CHECCO #3) – 2:38
4. Perso (CHECCO #4) – 3:40
5. Luce (CHECCO #5) – 4:48

## Formazione
- Alberto Cazzola - voce, basso
- Francesco Draicchio - sintetizzatori, voce
- Lodovico Guenzi - voce, chitarre, pianoforte e sintetizzatori
- Alberto Guidetti - drum machine, sintetizzatori e voce
- Enrico Roberto - voce, sintetizzatori